# Liste der höchsten Berge auf Zypern
Dies ist eine Auflistung der höchsten Berge Zyperns.
| Name des Berges              | Höhe in m | Anmerkungen                                                 |
| ---------------------------- | --------- | ----------------------------------------------------------- |
| Olympos                      | 1952 m    | tlw. auch als Chionistra bezeichnet, Troodos-Gebirge        |
| Olympos (Östliche Schulter)  | 1739 m    | Nebengipfel vom Olympos                                     |
| Olympos (Westliche Schulter) | 1710 m    | Nebengipfel vom Olympos                                     |
| Olympos (Nördliche Schulter) | 1709 m    | Nebengipfel vom Olympos                                     |
| Olympos (Südliche Schulter)  | 1629 m    | Nebengipfel vom Olympos                                     |
| Mandari                      | 1613 m    | tlw. auch als Adelfoi in Karten bezeichnet, Troodos-Gebirge |
| Papousta                     | 1554 m    | Troodos-Gebirge                                             |